# Valle de los Pedroches
El Valle de los Pedroches o los Pedroches és una comarca de 3.612 km² situada a la província de Còrdova, Andalusia.

## Geografia
Situada al nord de la província de Còrdova, limita al nord amb la província de Badajoz de la Comunidad Autónoma d'Extremadura i la província de Ciudad Real.

## Població
La població total de la comarca és de 56.586 habitants, segons el cens d'1 de gener de 2005.
Inclou 17 municipis: Alcaracejos (1.472 hab.), Añora (1.531), Belalcázar (3.576), Cardeña (amb els llogarets de Venta del Charco i Azuel) (1.761), Conquista (483), Dos Torres (2.616), El Guijo (395), El Viso (2.870), Fuente la Lancha (418), Hinojosa del Duque (7.595), Pedroche (1.699), Pozoblanco (17.219), Santa Eufemia (1.021), Torrecampo (1.355), Villanueva del Duque (1.694), Villaralto (1.385) i Villanueva de Córdoba (9.800).

## Economia
El principal municipi es Pozoblanco que, amb una població de 17.219 habitants (segons el cens d'1 de gener de 2005), compta amb diverses factories de la cooperativa COVAP. Altres empreses destacades són el grup d'empreses PRASA, que manté viu el sector de la construcció i de la ramaderia a la comarca.
El seu principal sector econòmic és el ramader i el cerealista. Els pobles solen ser petits, degut principalment a l'emigració a les ciutats o a la capital.

## Història
La comarca fou coneguda en temps dels àrabs com a Fahs al-Ballut (Plana dels roures) i fou poblada per amazics. La ciutat principal fou Ghafik del nom d'una tribu. El castell va rebutjar diversos atacs dels castellans Alfons VII i Alfons VIII. El territori va agafar el nom de Pedroches (pedregal, derivat de pedra, llatí petra, àrab bitra, d'eon Bitrawsh que fou un dels castells); altres castells foren Sadfura a les muntanyes Afur, Hisn Harun (poblable Aznaron) i Guzna (moderna Puerto Calatraveño) a la vora del riu Guzna. Nadiu de la regió fou Abu Hafs Umar al-Balluti que va conquerir Alexandria al front dels exiliats cordovesos, i després Creta on va fundar una dinastia.
El 1134 els castellans van atacar la regió i van arribar fins al castell d'al-Bakar on foren derrotats per Taxufín ibn Alí. El 1155 Alfons VII va ocupar Ghafik i el poble després anomenat Santa Eufemia, però el castell el va perdre tot seguit davant d'Ibn Igi, governador almohade de Còrdova i el senyor del castell fou fet presoner i enviat a Marràqueix. El 1184 encara pertanyia als almohades i en temps de Yusuf ibn Abd al-Mumin hi fou enviat desterrat el general Muhammad ibn Wanudin, que havia fracassat en la guerra contra castellans i portuguesos. La data en què va passar a Castella no es coneix. Abandonat el castell de Ghafik fou reconstruït pels comtes de Sotomayor al segle xvi que el van anomenar Belalcázar.